# Парк Перемоги (Миколаїв)
Парк Перемо́ги — одна з визначних пам'яток Миколаєва, найбільший у місті парк. Розташований вздовж проспекту Героїв України на правому березі річки Інгул при її впадінні в Бузький лиман, в мікрорайоні Соляні. Парк у верхній частині засаджений переважно акаціями, в прибережній, що відноситься до пляжу «Стрілка» — маслинками вузьколистими, займає площу 42,41гектари.

## Історія
Парк було закладено в 1945 році на честь перемоги над нацистською Німеччиною (у деяких джерелах можна знайти дату 25 березня 1946 року) Навесні 1945 року тут було посаджено кілька тисяч дерев і чагарників, а також були розбиті 3 алеї і встановлена огорожа.
Закладення парку відбувалося методом народного будівництва на розчищеній від дерев місцині — під час окупації там розміщувалось німецьке військове летовище.
У той же час був повністю розчищений пляж «Стрілка», і місто отримало прекрасну зону відпочинку. Ця територія стала найпопулярнішою зоною відпочинку городян.
Спочатку тут був побудований двоповерховий будиночок, господарський двір, танцювальний майданчик і літній кінотеатр. У 1962 році в парку з'явилися атракціони: «повітряна карусель», «колесо огляду» і «літаки-винищувачі». Пізніше був побудований спортивний комплекс, до складу якого увійшли волейбольний та баскетбольний майданчики, футбольний стадіон, а також гімнастичне містечко.
У 1967 році в парку була модернізована розважальна інфраструктура, встановлено 11 нових атракціонів та дитячий пересувний поїзд. Святкові гуляння, спортивні змагання, танцювальні вечори та концерти перетворили парк в центр культурного життя міста.
У парку розташувались водні станції заводів «Ера», «Екватор», ім. 61 Комунара.
Першим директором був призначений Дмитро Семенович Первухін.
У 1967 році директором став Павло Остафович Сербулов, був повністю замінений атракціонний комплекс — встановлено 11 атракціонів крупних форм і дитячий руховий потяг.
У 1970 році парк Перемоги став Дипломантом, а в 1975 році — Лауреатом Всесоюзного огляду парків культури і відпочинку у м. Москва.
Наприкінці 1970-х років через парк була прокладена траса до нового Інгульського мосту.
З осені 2012 року в парку проходила реконструкція спортивної інфраструктури.
16 вересня 2017 року в Парку Перемоги відбулося урочисте відкриття стадіону та спортивного містечка після реконструкції.
У жовтні 2020 року Міністерство освіти погодилося передати спортивне містечко у власність міста.

## Пам'ятники
На території парку, в частині, що прилягає до колишнього поселення Темвод встановлено пам'ятник — камінь чорного граніту — в пам'ять про близько 30 тисяч загиблих в концентраційному таборі для радянських військовополонених та мирних жителів Миколаєва «Шталаг-364». Табір знаходився на території поселення Темвод.
У 1965 році на центральній алеї парку встановлено пам'ятний камінь з меморіальною дошкою на честь подвигу розвідника Олександра Сидорчука: диверсії на німецькому аеродромі, що розташовувався на місці сучасного парку Перемоги.
У 1993 році у парку Перемоги було встановлено пам'ятник воїнам-інтернаціоналістам, загиблим в афганській війні. Тепер цей монумент став традиційним місцем зустрічі в пам'ятні дні для родичів загиблих «афганців» і самих учасників бойових дій.
За ініціативою ветеранських організацій воїнів-інтернаціоналістів міста і області поряд з пам'ятником 12 вересня 2004 року відкрилася символічна каплиця з дзвіницею і алея пам'яті, які стали продовженням меморіалу.
15 травня 2005 року на честь воїнів-афганців у парку Перемоги відкрито Алею бойової слави, в експозиції якої розмістилася натуральна військова техніка — 6 бойових машин і одна артилерійська зброя.
17 березня 2013 року у Парку Перемоги була відкрита «Алея козацької слави»
14 жовтня 2016 року у парку була закладена «Алея пам'яті героїв АТО». Перші 10 «дерев пам'яті» були висаджені на честь:
- Героя України з легендарної 79 бригади — Сергія Сергійовича Кривоносова, який загинув 4 серпня 2014 року на висоті Савур-Могила.
- Івана Івановича Бенери з 204 бригади тактичної авіації імені Олександра Покришкіна, який загинув 2 грудня 2014 року біля міста Авдіївка.
- Андрія Анатолійовича Беленця, бійця «Правого сектора», що загинув, захищаючи Україну, під селищем Піски 7 червня 2015 року.
- Сергія Петровича Татарінова з 79 аеромобільної бригади, який загинув біля села Степанівка 12 червня 2014 року.
- Максима Олександровича Алдошина з військової служби правопорядку, який загинув під смт. Спартак 7 серпня 2014 року, захищаючи український кордон.
- Бійця Андрія з позивним «Балаган» з полку «Азов», який загинув 4 серпня 2014 року під Мар'їнкою.
- Юрія Олександровича Загребельного, бійця 36 бригади, який загинув 29 жовтня 2014 року в смт. Талаковка.
- Станіслава Володимировича Карачевського з 10 морської авіаційної бригади, який загинув 6 квітня 2014 року в Криму.
- Бійця Національної Гвардії України Олександра Васильовича Смоляра, який загинув 23 серпня 2014 року під селом Лисиче.
- Бійця 79 бригади Олексія Віталійовича Волкова, який загинув 11 липня 2014 року за селом Зеленопілля.